# OpenVera
OpenVera - це мова верифікації апаратури, розроблена компанією Synopsys. OpenVera є сумісністною, відкритою мовою верифікації апаратури для створення TestBench. Мова OpenVera була використана як основа для розширених функцій верифікації в IEEE Std. 1800 SystemVerilog та використовується в напівпровідниковій, системній, ТІМС та EDA галузях. Довідковий посібник з мови OpenVera (LRM - language reference manual) можна отримати безкоштовно, але модифікації мови повинні пройти через Synopsys.
Для специфікації поведінки OpenVera має спеціальну мову формулювання темпоральних тверджень яка називається OVA (OpenVera assertions). Семантика темпоральних тверджень формально базується на теоріях регулярних виразів та лінійної темпоральної логіки. Ці дві теорії забезпечують потужні засоби для вираження загальних апаратних дій, таких як послідовності, інваріанти та операції скінчених автоматів.
Темпоральні твердження неявно та одночасно розраховуються протягом усієї верифікації. Кожне твердження оцінюється на кожному кроці, а його стан оновлюється станом моделювання. Якщо твердження завершено, то його результат може бути зареєстрований та відображений на інтерфейсі користувача. При цій неявній оцінці будь-які накладні витрати на початок, обробку та оцінку тверджень є звичайною особливістю і не вимагають від користувача будь-яких дій.

## Постачальники, що підтримують OpenVera
- Nusym Technology
- Synopsys
- Axiom Design Automation
- Reference Verification Methodology (RVM)